# Wu'egeqi
Wu'egeqi (kinesiska: 乌额格其, 乌额格其苏木) är en socken i Kina. Den ligger i den autonoma regionen Inre Mongoliet, i den norra delen av landet, omkring 890 kilometer nordost om regionhuvudstaden Hohhot.
Genomsnittlig årsnederbörd är 563 millimeter. Den regnigaste månaden är juli, med i genomsnitt 155 mm nederbörd, och den torraste är februari, med 3 mm nederbörd.